# Cyllodania
Cyllodania  (лат.) — род аранеоморфных пауков из подсемейства Amycinae в семействе пауков-скакунов (Salticidae). Оба вида этого рода распространены в странах северной части Южной Америки.

## Виды
- Cyllodania bicruciata Simon, 1902 — Панама, Венесуэла
- Cyllodania minuta Galiano, 1977 — Перу